# Giants Basket Marghera 2011-2012
Questa voce raccoglie le informazioni riguardanti il Giants Basket Marghera nelle competizioni ufficiali della stagione 2011-2012.

## Stagione
Nella stagione 2011-2012 il Sernavimar Marghera ha disputato per l'ottava volta la Serie A2.

## Verdetti stagionali
- Serie A2: (29 partite)

stagione regolare: 6º posto nel Girone Nord su 14 squadre (14 vinte, 12 perse);
play-off: quarti di finale persi contro San Martino (1-2).

## Roster
|    | Naz.                | Ruolo | Sportivo            | Anno |     |  |       |
| -- | ------------------- | ----- | ------------------- | ---- | --- |  | ----- |
| 4  | Italia (bandiera)   | P     | Carlotta Paties     | 1992 | 165 |  |       |
| 5  | Italia (bandiera)   | PG    | Claudia Mainardi    | 1992 | 170 |  |       |
| 5  | Italia (bandiera)   | P     | Erika Striulli      | 1990 | 170 |  | [ 1 ] |
| 6  | Ucraina (bandiera)  | G     | Anna Bottarelli     | 1993 |     |  |       |
| 7  | Italia (bandiera)   | G     | Valentina Vianello  | 1992 | 177 |  |       |
| 8  | Bulgaria (bandiera) | A     | Anna Rimpova        | 1982 | 185 |  |       |
| 9  | Italia (bandiera)   | AC    | Carla Fabris        | 1986 | 185 |  |       |
| 10 | Italia (bandiera)   | P     | Laura Gorla         | 1985 | 177 |  |       |
| 11 | Italia (bandiera)   | P     | Marta Granzotto     | 1992 | 175 |  |       |
| 12 | Italia (bandiera)   | G     | Marta Savelli       | 1982 | 175 |  |       |
| 13 | Italia (bandiera)   | G     | Alice Zacchello     | 1994 |     |  |       |
| 14 | Italia (bandiera)   | G     | Claudia Pellegrino  | 1989 | 183 |  |       |
| 15 | Italia (bandiera)   | C     | Claudia Pattarello  | 1985 | 183 |  |       |
| 16 | Italia (bandiera)   | G     | Francesca Marchioni | 1986 | 175 |  |       |
| 20 | Italia (bandiera)   | G     | Greta Brunelli      | 1990 | 176 |  |       |